# Противолодочные катера проекта 199
Противолодочные катера проекта 199 — советские противолодочные катера с деревянным корпусом класса «малый охотник за подводными лодками». Проект выполнен в 1953 году в ОКБ-5 под руководством главного конструктора П. Г. Гойнкиса.

## Описание
Артиллерийское вооружение не изменилось с проекта 183: оно состояло из двух спаренных 25-мм автоматов в открытых установках, а вместо торпедного было размещено противолодочное вооружение, которое
состояло из 36 глубинных бомб, двух бомбосбрасывателей и двух бомбометов БМБ-2. Также дополнительно установлена активная ГАС «Тамир-10». При высокой скорости полного хода у них была малая дальность и продолжительность плавания на малых ходах (1000 миль или 80 часов 12 узловым ходом, поиск подлодок производился именно на таких скоростях). Этот недостаток был следствием принятия для малого охотника глиссирующих обводов корпуса проекта 183. Этот, а также другие недостатки и привели к ограниченной постройке этих кораблей и последующей их передаче пограничным войскам.
Всего было построено 52 катера. Малые охотники данного проекта строились в Ленинграде на катеростроительном заводе № 5 с 1954 по 1959 годы. Головной катер вошел в строй 1955 году. Ввиду ограниченных возможностей по поиску и преследованию подлодок катера были переданы из ВМФ морским частям пограничных войск, где они использовались как ПСКА. К концу 1980-х гг. все корабли этого типа были списаны.

## Характеристики
Водоизмещение, т: стандартное: 71, полное: 83
Размеры, м: длина: 25,5; ширина: 6,24; осадка: 1,45
Скорость полного хода: 35 узлов
Дальность плавания:	1000 миль (на 12 узлах), 570 миль (на 30 узлах)
Автономность: 5 суток
Силовая установка: 4 х 1200 л.с. дизели М-50Ф, 4 ВФШ; 2 дизель-генератора по 12,5 кВт; 1 дизель-генератор 1,5 кВт
Вооружение:	2х2 25 мм 2М-3, 2 БМБ-2, 2 бомбосбрасывателя (36 ГБ)
Радиотехническое оборудование: РЛС «Зарница», аппаратура госопознавания – ответчик «Хром», ГАС «Тамир-11»
Экипаж,: 23 человека (из них 2 офицера)
Всё по